# Вејд Хамптон (Аљаска)
Вејд Хамптон (енгл. Wade Hampton) насељено је место без административног статуса у америчкој савезној држави Аљаска.

## Демографија
По попису из 2010. године број становника је 7.459, што је 431 (6,1%) становника више него 2000. године.
| Група             | 2000.      | 2010.      |
| Белци             | 330 (4,7%) | 199 (2,7%) |
| Афроамериканци    | 4 (0,1%)   | 1 (0,0%)   |
| Азијати           | 7 (0,1%)   | 18 (0,2%)  |
| Хиспаноамериканци | 23 (0,3%)  | 7 (0,1%)   |
| Укупно            | 7.028      | 7.459      |